# Кубок володарів кубків 1986—1987
Кубок володарів кубків 1986–1987 — 27-ий розіграш Кубка володарів кубків УЄФА, європейського клубного турніру для переможців національних кубків.
Переможцем турніру став амстердамський «Аякс», у складі якого тоді саме сходили зірки Марко ван Бастена, Франка Райкарда та Денніса Бергкампа. А тренував ту команду легендарний Йоган Кройф. У фіналі амстердамці здолали східнонімецький «Локомотив» з Лейпцигу.

## Учасники
| №п/п | Клуб                | Турнір                                     |
| ---- | ------------------- | ------------------------------------------ |
| 1    | «Рома»              | Володар Кубка Італії 1985—1986             |
| 2    | «Торпедо»           | Володар Кубка СРСР 1985—1986               |
| 3    | «Штутгарт»          | Фіналіст Кубка ФРН 1985—1986               |
| 4    | «Реал Сарагоса»     | Володар Кубка Іспанії 1985—1986            |
| 5    | «Абердин»           | Володар Кубка Шотландії 1985—1986          |
| 6    | «Бенфіка»           | Володар Кубка Португалії 1985—1986         |
| 7    | «Брюгге»            | Володар Кубка Бельгії 1985—1986            |
| 8    | «Рапід»             | Фіналіст Кубка Австрії 1985—1986           |
| 9    | «Вележ»             | Володар Кубка Югославії 1985—1986          |
| 10   | «Мальме»            | Володар Кубка Швеції 1985—1986             |
| 11   | «Спартак» (Трнава)  | Володар Кубка Чехословаччини 1985—1986     |
| 12   | «Динамо» (Бухарест) | Володар Кубка Румунії 1985—1986            |
| 13   | «Бордо»             | Володар Кубка Франції 1985—1986            |
| 14   | «Аякс»              | Володар Кубка Нідерландів 1985—1986        |
| 15   | «Локомотив»         | Володар Кубка НДР 1985—1986                |
| 16   | «Рексем»            | Володар Кубка Уельсу 1985—1986             |
| 17   | «Олімпіакос»        | Фіналіст Кубка Греції 1985—1986            |
| 18   | «Вашаш»             | Володар Кубка Угорщини 1985—1986           |
| 19   | «Сьйон»             | Володар Кубка Швейцарії 1985—1986          |
| 20   | ГКС (Катовиці)      | Володар Кубка Польщі 1985—1986             |
| 21   | «Вітоша»            | Володар Кубка Болгарії 1985—1986           |
| 22   | «Гака»              | Володар Кубка Фінляндії 1985               |
| 23   | «Бурсаспор»         | Володар Кубка Туреччини 1985—1986          |
| 24   | «Болдклуббен 1903»  | Володар Кубка Данії 1985—1986              |
| 25   | «Тирана»            | Володар Кубка Албанії 1985—1986            |
| 26   | «Аполлон»           | Володар Кубка Кіпру 1985—1986              |
| 27   | «Ліллестрем»        | Володар Кубка Норвегії 1985                |
| 28   | «Гленторан»         | Володар Кубка Північної Ірландії 1985—1986 |
| 29   | «Вотерфорд Юнайтед» | Фіналіст Кубка Ірландії 1985—1986          |
| 30   | «Фрам»              | Володар Кубка Ісландії 1985                |
| 31   | «Зуррік»            | Фіналіст Кубка Мальти 1985—1986            |
| 32   | «Уніон»             | Володар Кубка Люксембургу 1985—1986        |

## Перший раунд
| Команда 1         | Заг.           | Команда 2           | 1-й матч | 2-й матч |
| ----------------- | -------------- | ------------------- | -------- | -------- |
| Рома              | 2:2 (3:4 пен.) | Сарагоса            | 2:0      | 0:2 (дч) |
| Зуррік            | 0:7            | Рексем              | 0:3      | 0:4      |
| Б-1903            | 1:2            | Вітоша (Софія)      | 1:0      | 0:2      |
| Вашаш             | 4:5            | Вележ (Мостар)      | 2:2      | 2:3      |
| 17 Ненторі        | 3:1            | Динамо (Бухарест)   | 1:0      | 2:1      |
| Мальме            | 7:2            | Аполлон (Лімасол)   | 6:0      | 1:2      |
| Бурсаспор         | 0:7            | Аякс (Амстердам)    | 0:2      | 0:5      |
| Олімпіакос        | 6:0            | Уніон (Люксембург)  | 3:0      | 3:0      |
| Бенфіка           | 4:1            | Ліллестрем          | 2:0      | 2:1      |
| Вотерфорд Юнайтед | 1:6            | Бордо               | 1:2      | 0:4      |
| Гака              | 3:5            | Торпедо (Москва)    | 2:2      | 1:3      |
| Штутгарт          | 1:0            | Спартак (Трнава)    | 1:0      | 0:0      |
| Рапід (Відень)    | 7:6            | Брюгге              | 4:3      | 3:3      |
| Гленторан         | 1:3            | Локомотив (Лейпциг) | 1:1      | 0:2      |
| Фрам              | 0:4            | Катовіце            | 0:3      | 0:1      |
| Абердин           | 2:4            | Сьйон               | 2:1      | 0:3      |

## Другий раунд
| Команда 1        | Заг.    | Команда 2           | 1-й матч | 2-й матч |
| ---------------- | ------- | ------------------- | -------- | -------- |
| Сарагоса         | 2:2 (ч) | Рексем              | 0:0      | 2:2 (дч) |
| Вітоша (Софія)   | 5:4     | Вележ (Мостар)      | 2:0      | 3:4      |
| 17 Ненторі       | 0:3     | Мальме              | 0:3      | 0:0      |
| Аякс (Амстердам) | 5:1     | Олімпіакос          | 4:0      | 1:1      |
| Бенфіка          | 1:2     | Бордо               | 1:1      | 0:1      |
| Торпедо (Москва) | 7:3     | Штутгарт            | 2:0      | 5:3      |
| Рапід (Відень)   | 2:3     | Локомотив (Лейпциг) | 1:1      | 1:2 (дч) |
| Катовіце         | 2:5     | Сьйон               | 2:2      | 0:3      |

## Чвертьфінали
| Команда 1           | Заг.    | Команда 2        | 1-й матч | 2-й матч |
| ------------------- | ------- | ---------------- | -------- | -------- |
| Сарагоса            | 4:0     | Вітоша (Софія)   | 2:0      | 2:0      |
| Мальме              | 2:3     | Аякс (Амстердам) | 1:0      | 1:3      |
| Бордо               | 3:3 (ч) | Торпедо (Москва) | 1:0      | 2:3      |
| Локомотив (Лейпциг) | 2:0     | Сьйон            | 2:0      | 0:0      |

## Півфінали
| Команда 1 | Заг.           | Команда 2           | 1-й матч | 2-й матч |
| --------- | -------------- | ------------------- | -------- | -------- |
| Сарагоса  | 2:6            | Аякс (Амстердам)    | 2:3      | 0:3      |
| Бордо     | 1:1 (5:6 пен.) | Локомотив (Лейпциг) | 0:1      | 1:0 (дч) |

## Фінал
| 13 травня 1987 |

| Аякс           | 1:0      | Локомотив (Лейпциг) |
| -------------- | -------- | ------------------- |
| Ван Бастен 21' | Протокол |                     |

| Олімпійський стадіон, Афіни Глядачів: 35 107 Арбітр: Луїджі Аньйолін |

| Володар Кубка володарів кубків 1986—1987 |
| ---------------------------------------- |
| Нідерланди                               |
| «Аякс» Амстердам 1-й титул               |